# Corey Crowder
Pour les articles homonymes, voir Crowder.
Corey Crowder, né le 13 avril 1969 à Carrollton (Géorgie, États-Unis), est un ancien joueur de basket-ball américain. Il évoluait au poste d'ailier (1,95 m).
Corey Crowder est le père du basketteur Jae Crowder.

## Carrière

### Universitaire
- 1988-1991 :  Université Kentucky Wesleyan

### Clubs
- 1991-1992 :  Jazz de l'Utah (NBA)
- 1992-1993 :  Scaligera Vérone (Lega A)
- 1993-1994 :  FC Barcelone (Liga ACB)
- 1994-1995 :  Thrillers de Rapid City  (CBA)

puis  Spurs de San Antonio  (NBA)
- 1995-1995 :  FC Barcelone (Liga ACB)

puis  CB Murcie (Liga ACB)
- 1996-1996 :   Pride du Connecticut (CBA)

puis  Beach Dogs de la Floride (CBA)
puis  Pau Orthez (Pro A)
- 1997-1997 :   Bobcats de La Crosse  (CBA)

puis  ASVEL Villeurbanne (Pro A)
- 1998-1998 :   Pau Orthez (Pro A)
- 1999-1999 :   Evreux (Pro A)
- 1999-2000 :   Hapoël Holon (1er division)
- 2000-2001 :   Cholet (Pro A)
- 2001-2005 :   Chalon-sur-Saône (Pro A)
- 2005-2006 :  Saint Quentin (Pro B)

## Palmarès
- Champion d'Espagne en 1995
- Vainqueur de la Coupe du Roi d'Espagne en 1994
- Champion de France en 1996 et 1998
- Vice-Champion de France en 1997
- Participation au Final Four d'Euroligue en 1997